# Nemotelus niloticus
Nemotelus niloticus  (лат.) — вид двукрылых насекомых рода Nemotelus семейства Львинки (Stratiomyidae). Впервые описан в 1811 году французским натуралистом Гийомом Антуаном Оливье.

## Распространение, описание
Считается эндемиком Египта, хотя сравнительно недавно Nemotelus niloticus был обнаружен в Италии.
Насекомое чёрного цвета. Внешне напоминает Nemotelus pantherinus, но хоботок немного длиннее.

## Синонимика
Синонимичные названия:
- Nemotelus theodori (Lindner, 1974)
- Nemotelus oasis (Becker, 1906)
- Nemotelus albifacies (Becker, 1902)
- Nemotelus fasciatus (Olivier, 1811)
- Nemotelus duofasciatus (Woodley, 2001)